# 松江府

江蘇省の松江府の位置（1820年）

松江府（しょうこうふ）は、中国にかつて存在した府。元代から民国初年にかけて、現在の上海市一帯に設置された。

## 概要
1277年（至元14年）、元により華亭県に華亭府が置かれた。1278年（至元15年）、華亭府は松江府と改称され、華亭県を管轄した。1292年（至元29年）、華亭県北部に上海県が分割設置された。
1542年（嘉靖21年）、明により華亭県及び上海県の一部に青浦県が設置された。松江府は南直隷に属した。明末は倭寇の被害を受け、特に嘉靖年間には史書に被害記録が数多く記載されている。
清朝成立後の1656年（順治13年）に婁県、1724年（雍正2年）に奉賢県・金山県・南匯県・福泉県（1743年に青浦県に編入）が設置された。1805年（嘉慶10年）に川沙庁が設置された。松江府は江蘇省に属した。清末の太平天国の乱では太平天国軍の3度にわたる攻撃を受けたが、清朝の守備軍は全て撃退している。
辛亥革命が勃発すると1911年（宣統3年）11月6日に松江府は独立を宣言、軍政分府を設置した。その後成立した中華民国は1913年（民国2年）、府制廃止に伴い松江府は廃止となり、管轄県は江蘇省の直轄とされた。